# Werner Keller (auteur)
Werner Keller, né le 13 août 1909 à Nutha en Saxe-Anhalt et mort le 29 février 1980 à Ascona, est un fonctionnaire allemand, journaliste, écrivain, archéologue et résistant antinazi.

## Biographie
Werner Keller étudie la mécanique, la médecine et le droit à Berlin, Rostock, Zurich et Iéna. En 1933, il devient docteur en droit .
Pendant qu'il travaille comme cadre supérieur au ministère de l'Armement dirigé par Albert Speer, Keller sauve la vie de nombreux Juifs. En 1945, il organise un groupe de résistance anti-nazi à Berlin, qui anime brièvement une radio clandestine et qui conçoit un attentat risqué contre Hitler.
Il est arrêté et condamné à mort par pendaison par le Volksgerichtshof, le tribunal populaire nazi. En février 1945, des soutiens de haut rang parviennent, peut-être grâce à un pot-de-vin, à retarder son exécution au dernier moment et à le faire transférer au fort Zinna, la prison de la Wehrmacht à Torgau. Là, Keller est libéré fin avril 1945 par les troupes américaines de la 69e division d'infanterie.
Après la Seconde Guerre mondiale, Keller travaille à Hambourg comme journaliste et écrivain scientifique. Il travaille pour la Nordwestdeutscher Rundfunk (la Télévision nord-ouest allemande) et pour des journaux et magazines tels que Die Welt, Die Zeit, Stern et Neue Illustrierte (de). Il utilise parfois le pseudonyme de Norman Alken.
En 1955, il publie La Bible arrachée aux sables, un livre qui connait un grand succès et dans lequel le texte biblique est mis en correspondance avec les résultats des fouilles archéologiques conduites au Proche et au Moyen-Orient. Selon Keller, les fouilles apportent une confirmation de la véracité de la Bible, indépendamment des croyances religieuses. Publié en allemand sous le titre Und die Bibel hat doch recht (Et la Bible a raison), l'ouvrage est tiré à plus d'un million d'exemplaires en Allemagne. En 1957, il lui vaut le prix littéraire italien Bancarella. Il est traduit notamment en hébreu, à une époque où les relations entre l'Allemagne et Israël sont encore loin d'être normalisées ; en 1958, le quotidien Davar, à Tel-Aviv, distribue gratuitement à ses abonnés des exemplaires de son livre. En 2005, son éditeur allemand estime qu'il a été traduit en 24 langues et s'est vendu à 22 millions d'exemplaires.
Un second ouvrage socio-historique de Keller, Est moins ouest égale zéro, affirme que depuis le Moyen Âge et jusqu'à l'ère spatiale, tous les succès politiques, scientifiques et culturels de la Russie ont été copiés et importés d'Occident.
D'autres livres de Keller abordent l'histoire post-biblique du peuple juif, l'histoire et la culture des Étrusques et la parapsychologie.

## Publications
- La Bible arrachée aux sables. Éditions Perrin, 2005 (en allemand : Und die Bible hat doch recht, Bertelsmann Lesering, 1955 ; en anglais : The Bible as History, Bantam, 1983).
- Est moins ouest égale zéro. Le livre contemporain, Paris 1961.
- Et ils furent dispersés parmi tous les peuples. L'histoire post-biblique du peuple juif (Und wurden zerstreut unter alle Völker – Die nachbiblische Geschichte des jüdischen Volkes). Droemer Knaur, Munich 1966,  (ISBN 978-3426045701).
- La parapsychologie ouvre le futur. Robert Laffont, Paris 1975  (ISBN 978-2221001806).
- Les Étrusques. Fayard, Paris 1992  (ISBN 2213030227)